# Lunokhod 1
Lunokhod 1 est le premier des deux rovers (astromobiles) envoyés sur la Lune par l'Union soviétique dans le cadre du programme Lunokhod. Le vaisseau qui a transporté Lunokhod 1 s'appelait Luna 17. Lunokhod a été le premier robot téléguidé depuis la Terre à se poser sur un sol extra-terrestre.
L'envoi de cette mission s'inscrivait au cœur de la rivalité entre l'URSS et les États-Unis pour la conquête spatiale. L'annonce faite par les Américains de l'envoi d'hommes sur la Lune avant 1970 représentait un défi que les Soviétiques, pourtant jusqu'alors en avance sur leurs rivaux, n'étaient pas en mesure de relever. Les dirigeants soviétiques projetèrent, puis annoncèrent par dérision qu'ils enverraient un robot sur la Lune, dont l'une des missions serait de filmer l'atterrissage des Américains. Ils ne réussirent cependant pas à conclure leur projet à temps et les Américains foulèrent la Lune un an avant que Lunokhod 1 ne touche à son tour le sol lunaire.

## Déroulement de la mission
Lancé le 10 novembre 1970, Luna 17 quitta son orbite terrestre en direction de la Lune. Le communiqué de l'agence Tass indique la mission avec  l'imprécison habituelle « mettre au point les nouveaux systèmes de bord de la station et effectuer de nouvelles investigations de la Lune et de l'espace circumlunaire ». La sonde est placée le 15 novembre 1970 sur une orbite lunaire à 85 km, inclinée à 141°. Le vaisseau se posa sur la Lune dans la Mer des pluies le 17 novembre. Il déploya une double rampe qui permit à Lunokhod 1 de descendre vers la surface lunaire. Lunokhod 1 était un véhicule lunaire de forme tubulaire propulsé par huit roues motrices. Il était équipé d'une antenne conique, d'une antenne directionnelle, de quatre caméras et de divers appendices articulés destinés à effectuer des tests concernant le sol lunaire. Il comportait aussi un spectromètre à rayons X, un télescope à rayons X, des détecteurs de rayons cosmiques et un réflecteur laser. Ce réflecteur construit par les Français est un panneau de 45 × 20 centimètres, portant 14 cataphotes formés de prismes creux de silice à trois faces réfléchissant la lumière dans la direction d'où elle vient.
Fonctionnant à l'énergie solaire, Lunokhod devait à l'origine fonctionner pendant trois journées lunaires mais il resta en fonction pendant onze jours lunaires. Il fut déclaré officiellement inactif le 4 octobre 1971, date d'anniversaire de Spoutnik 1. Lunokhod a voyagé sur une distance de 10 540 mètres et a transmis plus de 20 000 images, et plus de 200 panoramas. Il a aussi effectué plus de 500 tests sur le sol lunaire.

## Utilisation du rétro réflecteur
En mars 2010, le satellite américain Lunar Reconnaissance Orbiter retrouve le robot, dont le dernier contact avec son contrôle au sol remontait à 1971, sur le bord de la face de la Lune orientée vers la Terre. Le 21 avril 2010, une équipe de l'université de Californie effectue avec succès un tir laser vers le réflecteur de Lunokhod 1,. 2000 photons sont reçus en retour, ce qui est le meilleur résultat obtenu sur ce genre d'expérience, et qui permet d'affiner la distance Terre-Lune.